# Макдональд, Аб
Алвин (Аб) Брайан Макдональд (англ. Alvin "Ab" Brian McDonald; 18 февраля 1936, Сент-Эндрюс, Манитоба — 5 сентября 2018, Виннипег) — канадский профессиональный хоккеист (левый нападающий) и хоккейный тренер. Четырёхкратный обладатель Кубка Стэнли (1958—1961) в составе клубов «Монреаль Канадиенс» и «Чикаго Блэк Хокс», обладатель Кубка Колдера, пятикратный участник матчей всех звёзд НХЛ, первый капитан клубов «Питтсбург Пингвинз» и «Виннипег Джетс». Член Зала хоккейной славы Манитобы (1996).

## Биография
Алвин Макдональд родился в Сент-Эндрюсе неподалеку от Виннипега в 1936 году и рано проявил себя в хоккее как изобретательный левый нападающий и ответственный игрок в защите, особенно полезный, когда его команда играла в меньшинстве. Его первым клубом стали выступавшие в Юниорской хоккейной лиге Манитобы «Сен-Бонифас Канадиенс», с которыми Макдональд в 1953 году дошёл до финала Мемориального кубка, уступив там в пяти играх онтарийским «Барри Флайерз». В сезоне 1954/55 он присоединился к играющим в Хоккейной лиге Онтарио «Сент-Катаринс Типиз», за два года забив в составе этого клуба 82 гола. Своё образование он получил в школах Сесила Родса и Даниэла Макинтайра.
Первой профессиональной командой в карьере Макдональда стали «Рочестер Американс», игравшие в Американской хоккейной лиге. На исходе сезона 1957/58 он был вызван в материнскую команду «Рочестера» — «Монреаль Канадиенс», провёл с ней две игры в плей-офф и стал обладателем Кубка Стэнли. В следующем сезоне он уже регулярно играл за «Монреаль», забросив в свой дебютный сезон в НХЛ 13 шайб. И в этот, и в следующий год «Канадиенс» при его участии снова завоёвывали Кубок Стэнли. В годы выступлений за «Монреаль» Макдональд дважды сыграл в матчах всех звёзд НХЛ.
Несмотря на успехи команды, монреальская публика холодно относилась к Макдональду, сменившему в составе «Канадиенс» её любимца Берта Олмстеда. В июне 1960 года Макдональд был перекуплен (в рамках массовой сделки, в которой были задействованы семь игроков и права на восьмого) другим клубом НХЛ — «Чикаго Блэк Хокс», в котором составил тройку нападения со Стэном Микитой и Кенни Уорремом. В свой первый сезон с «Хокс» он сыграл важную роль в завоевании этим клубом Кубка Стэнли — в первый раз для «Чикаго» за 23 года и в четвёртый подряд раз для себя лично. В 1961 году он также в третий раз сыграл в матче всех звёзд НХЛ. В следующие два года Макдональд забивал за «Чикаго» не менее 20 голов за сезон.
В июне 1964 года «Хокс» обменяли Макдональда и Реджи Флеминга на игрока «Бостон Брюинз» Дага Монса; уже через год он перешёл в «Детройт Ред Уингз», с которыми пробился в очередной в своей карьере финал Кубка Стэнли, хотя на этот раз завоевать его не сумел, уступив в шести играх своему бывшему клубу — «Канадиенс». В сезоне 1966/67 Макдональд большей частью выступал в фарм-клубе «Уингз» в Питтсбурге, с которым завоевал Кубок Колдера 1967 года, забросив за год 25 шайб. На расширительном драфте 1967 года он был выбран новым клубом НХЛ «Питтсбург Пингвинз», где составил тройку с Энди Батгейтом и Валом Фонтейном. Макдональд стал первым капитаном новой команды и за единственный сезон с «Пингвинами» принёс им 43 очка по системе «гол плюс пас», в том числе 22 заброшенных шайбы (соответственно второй и первый результат в команде), в 74 матчах.
В межсезонье 1968 года «Пингвинз» обменяли Макдональда в «Сент-Луис Блюз», взамен получив Лу Анготти. За два первых года выступлений с «Сент-Луисом» канадский вингер дважды доходил до финала Кубка Стэнли, а в сезоне 1969/70 побил собственный рекорд по забитым голам, поразив ворота соперников 25 раз за регулярный сезон. В эти два года он ещё дважды подряд сыграл в матчах всех звёзд НХЛ.
Вернувшись в 1971 году в «Ред Уингз», Макдональд провёл в этом клубе последний из своих 762 матчей в НХЛ и забил последние два гола. В 1972 году он присоединился к только что созданной в его родном городе команде ВХА «Виннипег Джетс». Как и в «Питтсбурге», Макдональд стал первым капитаном нового клуба. Он же забросил и первую шайбу «Джетс» в ВХА — 12 октября 1972 года, в выездном матче с «Нью-Йорк Рейдерз». В свой первый сезон с «Виннипегом» Макдональд стал финалистом Кубка Авко — аналога Кубка Стэнли в новой лиге, уступив в итоге титул в пяти играх «Нью-Ингленд Уэйлерс». В 36 лет он сумел отыграть за регулярный сезон и серии плей-офф 91 игру. После этого он отыграл за «Виннипег» ещё год, снова пробившись в плей-офф, после чего завершил игровую карьеру.
После окончания игровой карьеры Макдональд остался в Виннипеге, некоторое время отработав как тренер в Юниорской лиге Манитобы, где когда-то начинал выступления. В этот период он работал с командой «Портидж Терьерз», выиграв с ней 25 из 52 матчей в сезоне 1975/76. В 1996 году — в год, когда «Джетс» переехали в Финикс — имя Аба Макдональда было включено в списки Зала хоккейной славы Манитобы. В 2016 году его наградили орденом охотника Буффало. Он умер в Виннипеге в сентябре 2018 года в возрасте 82 лет, оставив после себя жену Пат и пятерых детей.

### Игровая статистика
| 1951-52          | Сен-Бонифас Канадиенс | MJHL               | 20  | 20  | 15  | 35  | —   | —  | —  | —  | —  | —  |
| 1952-53          | Сен-Бонифас Канадиенс | MJHL               | 35  | 26  | 24  | 50  | 0   | 8  | 5  | 7  | 12 | 0  |
| 1952-53          | Сен-Бонифас Канадиенс | Мемориальный кубок | —   | —   | —   | —   | —   | 9  | 6  | 5  | 11 | 6  |
| 1953-54          | Сен-Бонифас Канадиенс | MJHL               | 35  | 33  | 25  | 58  | 14  | 10 | 7  | 6  | 13 | 4  |
| 1953-54          | Сен-Бонифас Канадиенс | Мемориальный кубок | —   | —   | —   | —   | —   | 8  | 2  | 2  | 4  | 6  |
| 1954-55          | Сент-Катаринс Типиз   | ОХЛ                | 49  | 33  | 37  | 70  | 20  | 10 | 2  | 6  | 8  | 25 |
| 1955-56          | Сент-Катаринс Типиз   | ОХЛ                | 48  | 49  | 34  | 83  | 24  | 6  | 4  | 2  | 6  | 9  |
| 1956-57          | Рочестер Американс    | АХЛ                | 64  | 21  | 31  | 52  | 8   | 9  | 3  | 1  | 4  | 0  |
| 1957-58          | Рочестер Американс    | АХЛ                | 70  | 30  | 33  | 63  | 18  | —  | —  | —  | —  | —  |
| 1957-58          | Монреаль Канадиенс    | НХЛ                | —   | —   | —   | —   | —   | 2  | 0  | 0  | 0  | 2  |
| 1958-59          | Монреаль Канадиенс    | НХЛ                | 69  | 13  | 23  | 36  | 35  | 11 | 1  | 1  | 2  | 6  |
| 1959-60          | Монреаль Канадиенс    | НХЛ                | 68  | 9   | 13  | 22  | 26  | —  | —  | —  | —  | —  |
| 1960-61          | Чикаго Блэк Хокс      | НХЛ                | 61  | 17  | 16  | 33  | 22  | 8  | 2  | 2  | 4  | 0  |
| 1961-62          | Чикаго Блэк Хокс      | НХЛ                | 65  | 22  | 18  | 40  | 8   | 12 | 6  | 6  | 12 | 0  |
| 1962-63          | Чикаго Блэк Хокс      | НХЛ                | 69  | 20  | 41  | 61  | 12  | 6  | 2  | 3  | 5  | 9  |
| 1963-64          | Чикаго Блэк Хокс      | НХЛ                | 70  | 14  | 32  | 46  | 19  | 7  | 2  | 2  | 4  | 0  |
| 1964-65          | Провиденс Редз        | АХЛ                | 6   | 2   | 1   | 3   | 2   | —  | —  | —  | —  | —  |
| 1964-65          | Бостон Брюинз         | НХЛ                | 60  | 9   | 9   | 18  | 6   | —  | —  | —  | —  | —  |
| 1965-66          | Детройт Ред Уингз     | НХЛ                | 43  | 6   | 16  | 22  | 6   | 10 | 1  | 4  | 5  | 2  |
| 1965-66          | Мемфис Уингз          | ЦПХЛ               | 20  | 9   | 6   | 15  | 4   | —  | —  | —  | —  | —  |
| 1966-67          | Питтсбург Хорнетс     | АХЛ                | 61  | 25  | 31  | 56  | 22  | 9  | 5  | 2  | 7  | 4  |
| 1966-67          | Детройт Ред Уингз     | НХЛ                | 12  | 2   | 0   | 2   | 2   | —  | —  | —  | —  | —  |
| 1967-68          | Питтсбург Пингвинз    | НХЛ                | 74  | 22  | 21  | 43  | 38  | —  | —  | —  | —  | —  |
| 1968-69          | Сент-Луис Блюз        | НХЛ                | 68  | 21  | 21  | 42  | 12  | 12 | 2  | 1  | 3  | 10 |
| 1969-70          | Сент-Луис Блюз        | НХЛ                | 64  | 25  | 30  | 55  | 8   | 16 | 5  | 10 | 15 | 13 |
| 1970-71          | Сент-Луис Блюз        | НХЛ                | 20  | 0   | 5   | 5   | 6   | —  | —  | —  | —  | —  |
| 1971-72          | Детройт Ред Уингз     | НХЛ                | 19  | 2   | 3   | 5   | 0   | —  | —  | —  | —  | —  |
| 1971-72          | Тайдуотер Уингз       | АХЛ                | 41  | 5   | 7   | 12  | 4   | —  | —  | —  | —  | —  |
| 1972-73          | Виннипег Джетс        | ВХА                | 77  | 17  | 24  | 41  | 16  | 14 | 2  | 5  | 7  | 2  |
| 1973-74          | Виннипег Джетс        | ВХА                | 70  | 12  | 17  | 29  | 8   | 4  | 0  | 1  | 1  | 2  |
| За карьеру в НХЛ | За карьеру в НХЛ      | За карьеру в НХЛ   | 762 | 182 | 248 | 430 | 200 | 84 | 21 | 29 | 50 | 42 |
| За карьеру в ВХА | За карьеру в ВХА      | За карьеру в ВХА   | 147 | 29  | 41  | 70  | 24  | 18 | 2  | 6  | 8  | 4  |